# Borsuky (obwód odeski)
Borsuky (ukr. Борсуки) – wieś na Ukrainie, w obwodzie odeskim, w rejonie podolskim. W 2001 liczyła 581 mieszkańców, wśród których 552 wskazało jako ojczysty język ukraiński, 17 rosyjski, 11 mołdawski, a 1 bułgarski.